# NGC 5593
NGC 5593 é um aglomerado aberto na direção da constelação de Lupus. O objeto foi descoberto pelo astrônomo James Dunlop em 1826, usando um telescópio refletor com abertura de 9 polegadas. 